# Municipio de Zacualpan (Veracruz)
El municipio de Zacualpan es uno de los 212 municipios que integran el estado mexicano de Veracruz. Está conformado por 69 localidades y su cabecera municipal es la localidad de Zacualpan. El Censo de Población y Vivienda 2010 del Instituto Nacional de Estadística y Geografía (INEGI) registró una población total en el municipio de 6784 habitantes. 

## Generalidades
El nombre de Zacualpan proviene del náhuatl Tzacualli, «túmulo o pirámide indicativo de un sepulcro», y pan, lugar, «Encima de la pirámide». El decreto 14 del 13 de noviembre de 1875 estableció a Zacualpan como cabecera de la municipalidad, erigida por el mismo decreto: «Se erige
en municipalidad del cantón de Chicontepec las congregaciones de Tlachichilquillo, Zacualpilla, San Francisco, Cojolite, Otates y
Atixtaca, segregadas del municipio de Huayacocotla». La Ley Orgánica del Municipio Libre del 15 de enero de 1918 ya lo consideraba un municipio.
Se localiza entre los paralelos 20°24′ y 20°37′ latitud norte, los meridianos 98°13′ y 98°27′ longitud oeste y a una altitud que varía entre los 400 y los 2700 metros. Limita al norte con los municipios de Texcatepec y Tlachichilco, al oeste con el municipio de Huayacocotla y Texcatepec, al sur el estado de Puebla y Huayacocotla y al este con Tlachichilco y Puebla.
Por otra parte, de acuerdo con el INEGI, los climas predominantes son el «templado húmedo con lluvias todo el año», «semicálido húmedo con lluvias todo el año» y «templado húmedo con abundantes lluvias en verano». El municipio tiene un rango de temperaturas que va de los 12 a los 24 °C y uno de precipitación de 1100 a 2600 mm. Por otra parte, ocupa un total de 263 kilómetros cuadrados, lo que representa el 0.36% del total estatal. Se encuentra aproximadamente a 180 kilómetros por carretera de la capital del Estado.

## Municipalidad
Según la Ley Orgánica del Municipio Libre de Veracruz, los municipios cuentan con «personalidad jurídica y patrimonio propios, [y] será gobernado por un Ayuntamiento». Para la elección de diputados al Congreso de Veracruz, el municipio se ubica dentro del distrito electoral III, cuya cabecera es la ciudad de Chicontepec. Asimismo, para la elección de diputados al Congreso de la Unión, Zacualpan se encuentra integrado en el distrito electoral II de Veracruz. El municipio está conformado por un total de 69 localidades, todas rurales.

### Demografía
De acuerdo con los datos del Censo de Población y Vivienda 2010 del INEGI, Zacualpan tenía un total de 6784 habitantes. Por sus 263 kilómetros cuadrados de superficie, el municipio tenía en ese año una densidad de población de 25.8 habitantes por kilómetro cuadrado. Del total de población, 3262 eran hombres —48.08%— y 3522 mujeres —51.92%—. Respecto a grupos de edad, 2264 pertenecían a la población de 0 a 14 años, 3861 a la de 15 a 64 años y 656 a la de 65 años y más. La población del municipio representaba el 0.09% del total de Veracruz y de las 69 localidades una mayoría (61) tenía entre uno y 249 habitantes; siete contaban entre 250 y 499 y una entre 500 y 999. Junto con la cabecera municipal, Zacualpan, que tiene 633 habitantes, las localidades más habitadas eran General Prim (San Francisco) (445 habitantes), Canalejas de Otate (341 habitantes), Tlachichilquillo (298 habitantes) y El Cojolite (295 habitantes).
| Evolución de la población del municipio de Zacualpan (1995-2030) |
| |
| Población según los Censos Generales y Conteos de Población y Vivienda Proyecciones de la población de los municipios (2010-2030) Fuente: Instituto Nacional de Estadística y Geografía y Comisión Nacional de Vivienda. |